# Nishan al-Kamal

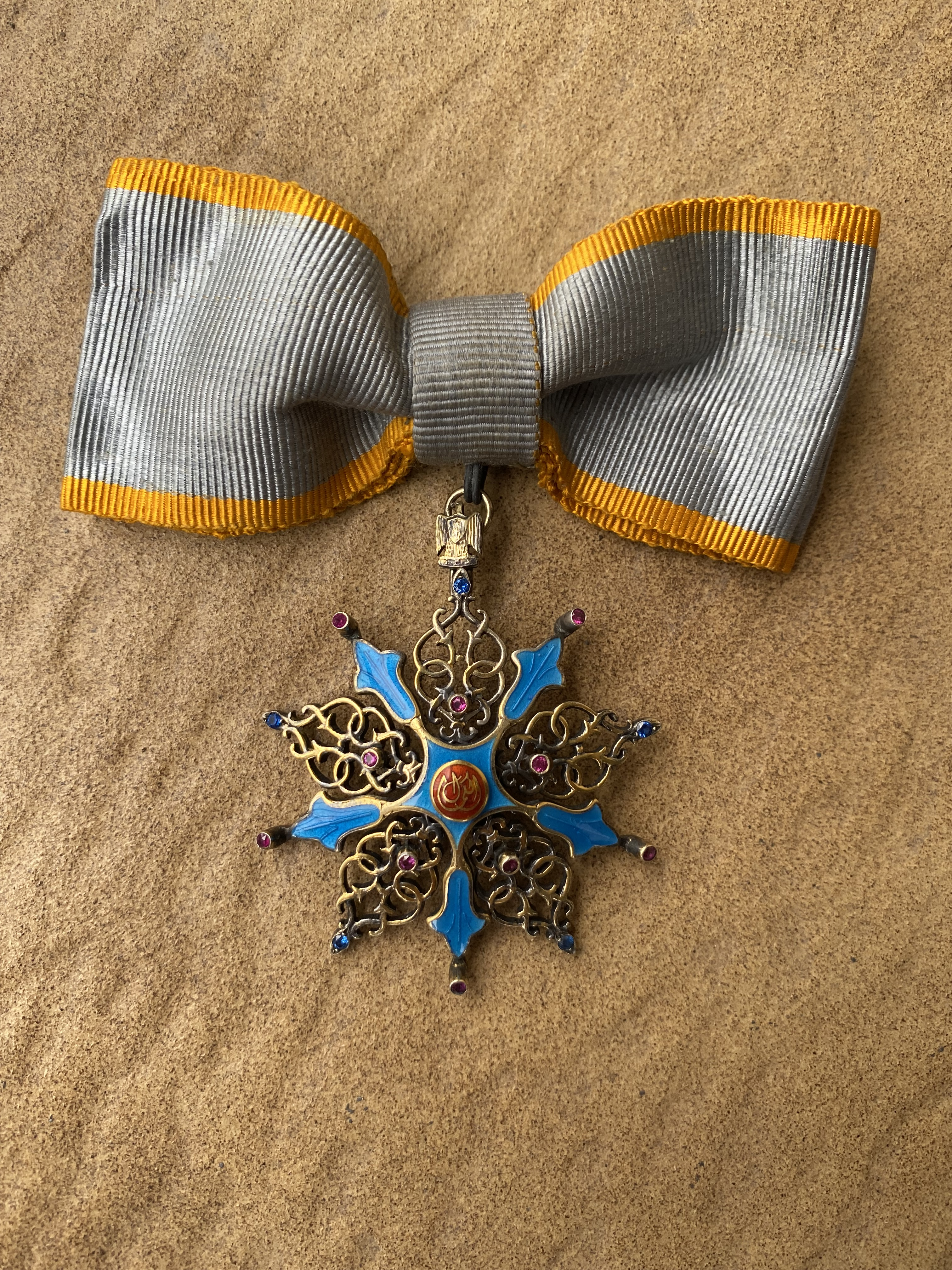
Insigne des Ordens 3. Klasse

Der Nishan al-Kamal (arabisch نيشان الكمال ‚Orden der Tugenden; Orden der Vollkommenheit‘, auch arabisch قلادة كمال العظمى, DMG qilādat al-kmal al-ʿuẓmā ‚Großes Band der Vollkommenheit‘) ist ein Damenorden in Ägypten und wird für außerordentliche Dienste verliehen, meistens jedoch nur an Ehegattinnen von wichtigen Staatsmännern.
Er wurde 1915 durch Sultan Hussein Kamil gestiftet. Nach dem Militärputsch in Ägypten 1952 wurde der Orden beibehalten, es fanden lediglich 1953 und 1972 Änderungen in den Statuten und der Dekoration statt.

## Ordensklassen
Der Orden besteht aus vier Klassen:
- Sonderklasse
- 1. Klasse
- 2. Klasse
- 3. Klasse

Die Sonderklasse wird an Ehefrauen von Staatsoberhäuptern verliehen, die 1. Klasse an die von Regierungschefs und die 2. an die von Botschaftern.

## Ordensdekoration
Das Ordenszeichen („Medaille“) ist ein fünfzackiger, blau emaillierter Stern, mit roten und blauen Saphiren zwischen und am Ende der Zacken. In der Mitte befindet sich ein roter Kreis mit der Inschrift الكمال (Al-Kamal). Das Ordenszeichen wird an einem ein Ring mit dem Adler aus dem Wappen Ägyptens getragen. Die Sonderklasse und die 1. Klasse werden am Schulterband getragen, die 2. und 3. Klasse an einer Damenschleife auf der linken Brust.
Die Sonderklasse und die 1. Klasse tragen darüber hinaus einen Bruststern („Medaillon“), das dem Ordenszeichen entspricht, für die Sonderklasse aber etwas größer und mit Türkisen zwischen den Zacken geschmückt ist.
Das Ordensband ist grau mit zwei goldenen Randstreifen.